# Franz Schwaiger (Schauspieler)
Franz Schwaiger (* 23. Februar 1877 in Hernals, heute ein Stadtteil Wiens; † 2. Dezember 1926 in Berlin) war ein österreichischer Schauspieler, Theaterleiter und -regisseur.

## Leben und Wirken
Der Sohn des Postbeamten Franz Schwaiger und dessen Frau Maria, geb. Kaglhuber, begann seine Theaterlaufbahn 1899 am Theater im bayerischen Landshut und spielte in den Folgejahren sowohl in der deutschen als auch in der österreich-ungarischen Provinz wie beispielsweise am Theater von Meran (Tirol). Seit seinem Wiener Einstand in der Spielzeit 1902/03 am Theater in der Josefstadt unter der Leitung Josef Jarnos war Franz Schwaiger auch an hauptstädtischen Theatern wie dem Theater an der Wien und dem Carltheater tätig und wirkte als Oberregisseur in Salzburg. Noch vor dem Ersten Weltkrieg traf er wieder in Deutschland ein, wo er zunächst (ab der Spielzeit 1908/09) als Sänger und Schauspieler am Hamburger Carl-Schultze-Theater unter der Leitung von Hermann Haller wirkte und zuletzt (Spielzeit 1912/13) als Direktor der Hamburger Kammersingspiele in Erscheinung trat.
Gleich im Anschluss daran holte man den Künstler in die deutsche Hauptstadt; an die Vereinigte Berliner Volksbühnen und für mehrere Stummfilm-Hauptrollen auch vor die Kamera. In den Jahren 1913 und 1914 wurde Schwaiger bis zum Kriegsausbruch oftmals als charmanter Galan und eleganter Liebhaber bzw. als Adeliger wie beispielsweise in Das rosa Pantöffelchen oder als schmucker, gutaussehender Offizier wie etwa in dem Lustspiel Fräulein Piccolo besetzt. Dort wie in den meisten seiner anderen Filme war er Partner von Dorrit Weixler und hatte Franz Hofer als Regisseur.
Schwaigers Leinwandkarriere brach 1914 abrupt ab, als er zu den Waffen gerufen wurde. Im Krieg zog sich der Wiener eine schwere Halsverletzung zu, an der er zeitlebens litt. Spätere Theaterverpflichtungen führten Schwaiger in die Niederlande, an das Zentraltheater nach Magdeburg und für mehrere Jahre an das Hamburger Carl-Schultze-Theater. An verschiedenen Berliner Bühnen hatte er als Charakterkomiker Erfolg. Schwaiger starb, nur 49 Jahre alt, im Rudolf-Virchow-Krankenhaus an den Folgen seines Halsleidens.
Von 1909 bis zu seinem Tod war er mit Margarete, geb. Schuppan, verheiratet.

## Filmografie
- 1913: Das Töpfchen
- 1913: Das rosa Pantöffelchen
- 1913: Hurrah! Einquartierung!
- 1914: Das Liebesbarometer
- 1914: Malheurchen Nr. 8
- 1914: Sein Störenfried
- 1914: Fräulein Piccolo
- 1914: Deutsche Helden
- 1914: Die Grenzwacht im Osten